# Eterocicli aromatici
Gli eterocicli aromatici, in chimica, sono anelli aromatici semplici caratterizzati dalla presenza di uno o più eteroatomi nella loro struttura.
Possono essere monociclici con anelli a cinque o sei atomi, oppure biciclici o triciclici con anelli condensati, anche in questo caso a cinque o sei atomi. I monociclici presentano 6 elettroni delocalizzati nell'orbitale π, mentre i biciclici ne presentano 10 e i triciclici 14.

## Anelli monociclici a 6 elettroni π

Pirrolo
Furano
Tiofene
Imidazolo
Pirazolo
Piridina
Pirazina
Pirimidina
Piridazina

## Anelli biciclici a 10 elettroni π

Indolo
Benzofurano
Benzotiofene
Benzimidazolo
Indazolo
Chinolina
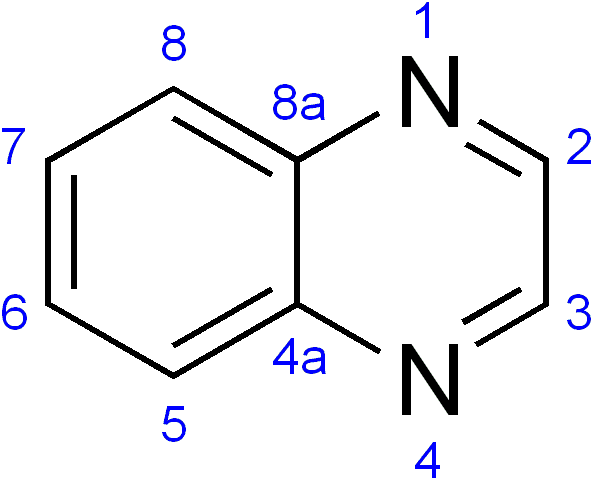
Chinossalina
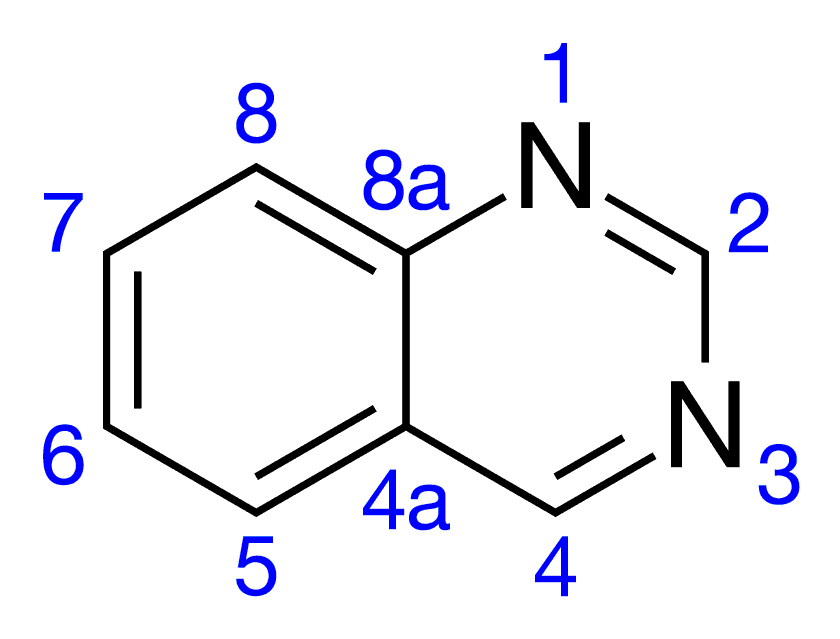
Chinazolina
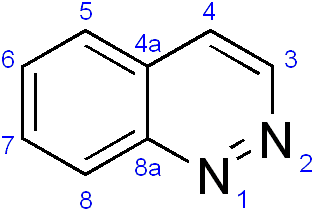
Cinnolina

## Anelli triciclici a 14 elettroni π

Carbazolo
Dibenzofurano
Dibenzotiofene
Acridina
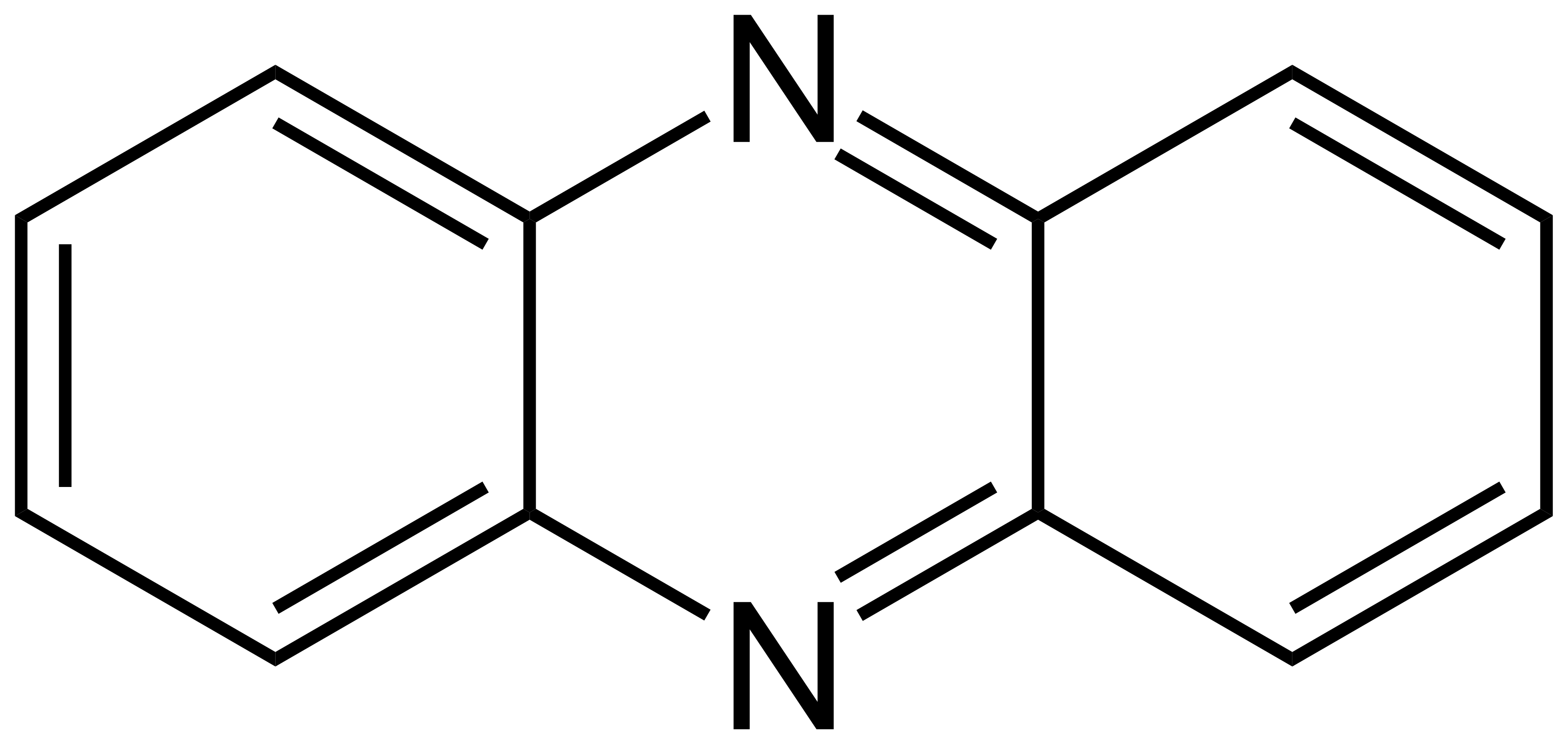
Fenazina
Fenantridina
Fenantrolina